# Rõngu
Rõngu (em estoniano:  Rõngu vald) é um município rural estoniano localizado na região de Tartumaa.